# Гуардіола-да-Баргаза
Гуардіо́ла-да-Баргаза́ (кат. Guardiola de Berguedà, вимова літературною каталанською [gwəɾði'ɔłə də bəɾgə'ða]) — муніципалітет у Автономній області Каталонія, в Іспанії. Код муніципалітету за номенклатурою Інституту статистики Каталонії — 80996. Знаходиться у районі (кумарці) Барґаза (коди району — 14 та BD) провінції Барселона, згідно з новою адміністративною реформою перебуватиме у складі Баґарії (округи) Центральна Каталонія.

## Назва муніципалітету
Назва муніципалітету походить від кат. guàrdia та лігурійського berga, що означає «охорона узвишшя».

## Населення
Населення міста (у 2007 р.) становить 948 осіб (з них менше 14 років — 12,3 %, від 15 до 64 — 63,3 %, понад 65 років — 24,4 %). У 2006 р. народжуваність склала 9 осіб, смертність — 12 осіб, зареєстровано 3 шлюби. У 2001 р. активне населення становило 370 осіб, з них безробітних — 38 осіб.
Серед осіб, які проживали на території міста у 2001 р., 698 народилися в Каталонії (з них 552 особи у тому самому районі, або кумарці), 184 особи приїхали з інших областей Іспанії, а 58 осіб приїхало з-за кордону.
Вищу освіту має 6,5 % усього населення.
У 2001 р. нараховувалося 374 домогосподарства (з них 25,7 % складалися з однієї особи, 28,3 % з двох осіб,23,8 % з 3 осіб, 16 % з 4 осіб, 4,8 % з 5 осіб, 0,8 % з 6 осіб, 0 % з 7 осіб, 0,3 % з 8 осіб і 0,3 % з 9 і більше осіб).
Активне населення міста у 2001 р. працювало у таких сферах діяльності: у сільському господарстві — 2,4 %, у промисловості — 26,2 %, на будівництві — 21,1 % і у сфері обслуговування — 50,3 %.
У муніципалітеті або у власному районі (кумарці) працює 295 осіб, поза районом — 180 осіб.

### Безробіття
У 2007 р. нараховувалося 32 безробітних (у 2006 р. — 35 безробітних), з них чоловіки становили 34,4 %, а жінки — 65,6 %.

## Економіка

### Підприємства міста

#### Промислові підприємства
| \| Промислові підприємства міста, за сферою діяльності \| Промислові підприємства міста, за сферою діяльності \| Промислові підприємства міста, за сферою діяльності \| \| Рік \| 2002 р. \| 2001 р. \| \| --------------------------------------------------- \| --------------------------------------------------- \| --------------------------------------------------- \| \| Енергетичні та водні ресурси \| 33,3 % \| 18,2 % \| \| Хімія та метали \| 11,1 % \| 9,1 % \| \| Переробка металів \| 22,2 % \| 27,3 % \| \| Продукти харчування \| 11,1 % \| 9,1 % \| \| Текстиль \| 0 % \| 9,1 % \| \| Виробництво меблів, видання \| 22,2 % \| 18,2 % \| \| Інше \| 0 % \| 9,1 % \| \| Усього підприємств \| 9 \| 11 \| |         |         |
| Промислові підприємства міста, за сферою діяльності |         |         |
| Рік | 2002 р. | 2001 р. |
| Енергетичні та водні ресурси | 33,3 %  | 18,2 %  |
| Хімія та метали | 11,1 %  | 9,1 %   |
| Переробка металів | 22,2 %  | 27,3 %  |
| Продукти харчування | 11,1 %  | 9,1 %   |
| Текстиль | 0 %     | 9,1 %   |
| Виробництво меблів, видання | 22,2 %  | 18,2 %  |
| Інше | 0 %     | 9,1 %   |
| Усього підприємств | 9       | 11      |

#### Роздрібна торгівля
| \| Підприємства роздрібної торгівлі міста, за сферою діяльності \| Підприємства роздрібної торгівлі міста, за сферою діяльності \| Підприємства роздрібної торгівлі міста, за сферою діяльності \| \| Рік \| 2002 р. \| 2001 р. \| \| ------------------------------------------------------------ \| ------------------------------------------------------------ \| ------------------------------------------------------------ \| \| Продукти харчування \| 34,8 % \| 29,2 % \| \| Одяг та взуття \| 0 % \| 0 % \| \| Товари для дому \| 8,7 % \| 8,3 % \| \| Книги та періодичні видання \| 4,3 % \| 0 % \| \| Промислова хімічна продукція \| 8,7 % \| 8,3 % \| \| Продукція, пов'язана з транспортними засобами \| 13 % \| 8,3 % \| \| Інше \| 30,4 % \| 45,8 % \| \| Усього підприємств \| 23 \| 24 \| |         |         |
| Підприємства роздрібної торгівлі міста, за сферою діяльності |         |         |
| Рік | 2002 р. | 2001 р. |
| Продукти харчування | 34,8 %  | 29,2 %  |
| Одяг та взуття | 0 %     | 0 %     |
| Товари для дому | 8,7 %   | 8,3 %   |
| Книги та періодичні видання | 4,3 %   | 0 %     |
| Промислова хімічна продукція | 8,7 %   | 8,3 %   |
| Продукція, пов'язана з транспортними засобами | 13 %    | 8,3 %   |
| Інше | 30,4 %  | 45,8 %  |
| Усього підприємств | 23      | 24      |

#### Сфера послуг
| \| Підприємства міста, що працюють у сфері послуг, за діяльністю \| Підприємства міста, що працюють у сфері послуг, за діяльністю \| Підприємства міста, що працюють у сфері послуг, за діяльністю \| \| Рік \| 2002 р. \| 2001 р. \| \| ------------------------------------------------------------- \| ------------------------------------------------------------- \| ------------------------------------------------------------- \| \| Гуртова торгівля \| 1,9 % \| 1,9 % \| \| Готелі та готельний бізнес \| 27,8 % \| 27,8 % \| \| Транспорт та зв'язок \| 14,8 % \| 14,8 % \| \| Посередницькі фінансові послуги \| 7,4 % \| 7,4 % \| \| Послуги підприємствам \| 0 % \| 0 % \| \| Послуги фізичним особам \| 35,2 % \| 38,9 % \| \| Нерухомість та ін. \| 13 % \| 9,3 % \| \| Усього підприємств \| 54 \| 54 \| |         |         |
| Підприємства міста, що працюють у сфері послуг, за діяльністю |         |         |
| Рік | 2002 р. | 2001 р. |
| Гуртова торгівля | 1,9 %   | 1,9 %   |
| Готелі та готельний бізнес | 27,8 %  | 27,8 %  |
| Транспорт та зв'язок | 14,8 %  | 14,8 %  |
| Посередницькі фінансові послуги | 7,4 %   | 7,4 %   |
| Послуги підприємствам | 0 %     | 0 %     |
| Послуги фізичним особам | 35,2 %  | 38,9 %  |
| Нерухомість та ін. | 13 %    | 9,3 %   |
| Усього підприємств | 54      | 54      |

## Житловий фонд
У 2001 р. 5,3 % усіх родин (домогосподарств) мали житло метражем до 59 м2, 53,2 % — від 60 до 89 м2, 29,7 % — від 90 до 119 м2 і 11,8 % — понад 120 м2.
З усіх будівель у 2001 р. 27,5 % було одноповерховими, 37,8 % — двоповерховими, 21,8 % — триповерховими, 9,2 % — чотириповерховими, 3,1 % — п'ятиповерховими, 0,8 % — шестиповерховими,
0 % — семиповерховими, 0 % — з вісьмома та більше поверхами.

## Автопарк
| \| Автомобілі, зареєстровані у місті, за призначенням \| Автомобілі, зареєстровані у місті, за призначенням \| Автомобілі, зареєстровані у місті, за призначенням \| \| Рік \| 2006 р. \| 2005 р. \| \| -------------------------------------------------- \| -------------------------------------------------- \| -------------------------------------------------- \| \| Приватні автомобілі \| 62,8 % \| 64,7 % \| \| Мотоцикли \| 9,5 % \| 9,1 % \| \| Вантажівки \| 24,8 % \| 23,6 % \| \| Трактори \| 0,3 % \| 0,1 % \| \| Автобуси та ін. \| 2,6 % \| 2,5 % \| \| Усього автомобілів \| 761 шт. \| 770 шт. \| |         |         |
| Автомобілі, зареєстровані у місті, за призначенням |         |         |
| Рік | 2006 р. | 2005 р. |
| Приватні автомобілі | 62,8 %  | 64,7 %  |
| Мотоцикли | 9,5 %   | 9,1 %   |
| Вантажівки | 24,8 %  | 23,6 %  |
| Трактори | 0,3 %   | 0,1 %   |
| Автобуси та ін. | 2,6 %   | 2,5 %   |
| Усього автомобілів | 761 шт. | 770 шт. |

## Вживання каталанської мови
У 2001 р. каталанську мову у місті розуміли 98 % усього населення (у 1996 р. — 99,4 %), вміли говорити нею 86,5 % (у 1996 р. — 83,8 %), вміли читати 78,9 % (у 1996 р. — 75,7 %), вміли писати 55,2 % (у 1996 р. — 37,4 %). Не розуміли каталанської мови 2 %.

## Політичні уподобання
У виборах до Парламенту Каталонії у 2006 р. взяло участь 512 осіб (у 2003 р. — 547 осіб). Голоси за політичні сили розподілилися таким чином:
| \| Вибори до Парламенту Каталонії \| Вибори до Парламенту Каталонії \| Вибори до Парламенту Каталонії \| \| Рік \| 2006 р. \| 2003 р. \| \| -------------------------------------- \| ------------------------------ \| ------------------------------ \| \| Конвергенція та Єднання (CiU) \| 47,3 % \| 50,5 % \| \| Соціалістична партія Каталонії (PSC) \| 28,9 % \| 28,9 % \| \| Народна партія (PP) \| 2,9 % \| 3,3 % \| \| Ініціатива за зелену Каталонію (IC) \| 6,4 % \| 3,7 % \| \| Республіканська лівиця Каталонії (ERC) \| 13,7 % \| 13,2 % \| \| Громадянська партія (C's) \| 0 % \| 0 % \| \| Інші \| 0,8 % \| 0,5 % \| |         |         |
| Вибори до Парламенту Каталонії |         |         |
| Рік | 2006 р. | 2003 р. |
| Конвергенція та Єднання (CiU) | 47,3 %  | 50,5 %  |
| Соціалістична партія Каталонії (PSC) | 28,9 %  | 28,9 %  |
| Народна партія (PP) | 2,9 %   | 3,3 %   |
| Ініціатива за зелену Каталонію (IC) | 6,4 %   | 3,7 %   |
| Республіканська лівиця Каталонії (ERC) | 13,7 %  | 13,2 %  |
| Громадянська партія (C's) | 0 %     | 0 %     |
| Інші | 0,8 %   | 0,5 %   |

У муніципальних виборах у 2007 р. взяло участь 569 осіб (у 2003 р. — 657 осіб). Голоси за політичні сили розподілилися таким чином:
| \| Муніципальні вибори \| Муніципальні вибори \| Муніципальні вибори \| \| Рік \| 2007 р. \| 2003 р. \| \| -------------------------------------- \| ------------------- \| ------------------- \| \| Конвергенція та Єднання (CiU) \| 69,8 % \| 52,2 % \| \| Соціалістична партія Каталонії (PSC) \| 30,2 % \| 36,4 % \| \| Народна партія (PP) \| 0 % \| 0 % \| \| Ініціатива за зелену Каталонію (IC) \| 0 % \| 0 % \| \| Республіканська лівиця Каталонії (ERC) \| 0 % \| 11,4 % \| \| Громадянська партія (C's) \| 0 % \| 0 % \| \| Інші \| 0 % \| 0 % \| |         |         |
| Муніципальні вибори |         |         |
| Рік | 2007 р. | 2003 р. |
| Конвергенція та Єднання (CiU) | 69,8 %  | 52,2 %  |
| Соціалістична партія Каталонії (PSC) | 30,2 %  | 36,4 %  |
| Народна партія (PP) | 0 %     | 0 %     |
| Ініціатива за зелену Каталонію (IC) | 0 %     | 0 %     |
| Республіканська лівиця Каталонії (ERC) | 0 %     | 11,4 %  |
| Громадянська партія (C's) | 0 %     | 0 %     |
| Інші | 0 %     | 0 %     |